# Trisobbio
Trisobbio (Tërseubi en piemontès) és un municipi situat al territori de la província d'Alessandria, a la regió del Piemont (Itàlia).
Limita amb els municipis de Carpeneto, Cremolino, Montaldo Bormida, Morsasco, Orsara Bormida, Ovada i Rocca Grimalda.
La frazione de Villa Botteri pertany al municipi.

## Galeria fotogràfica

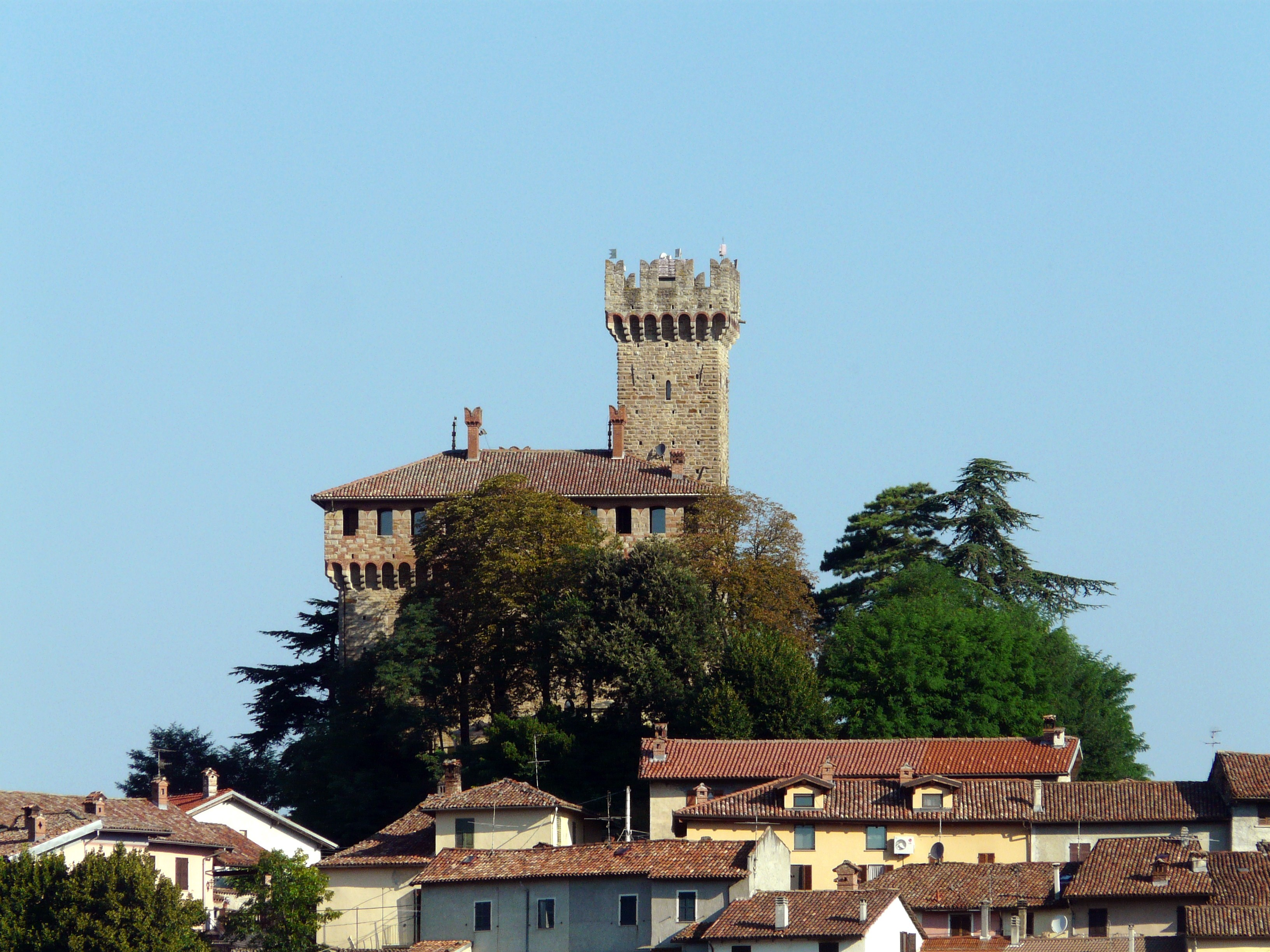
Castell de Trisobbio
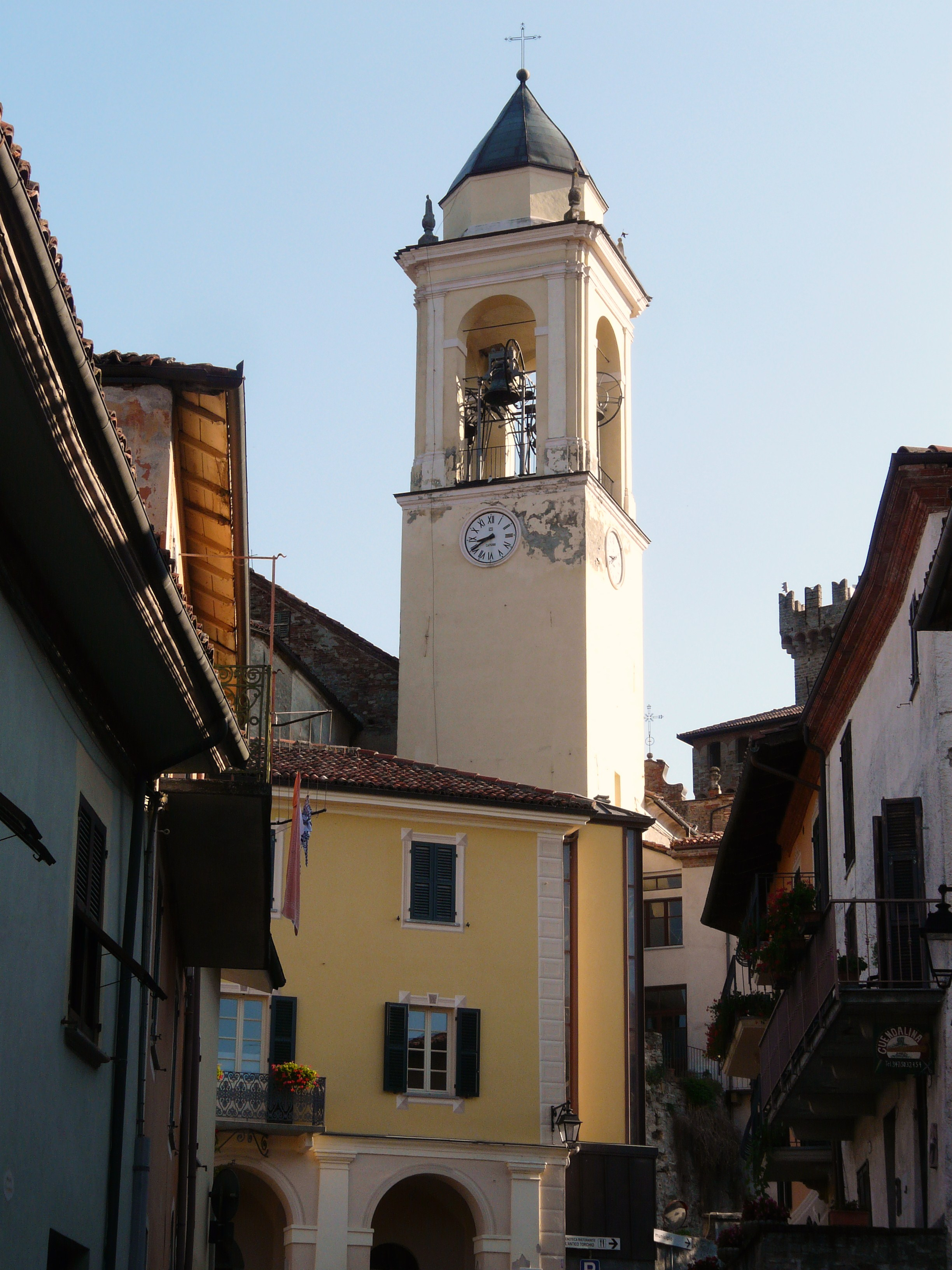
Campanar de l'església de Nostra Senyora
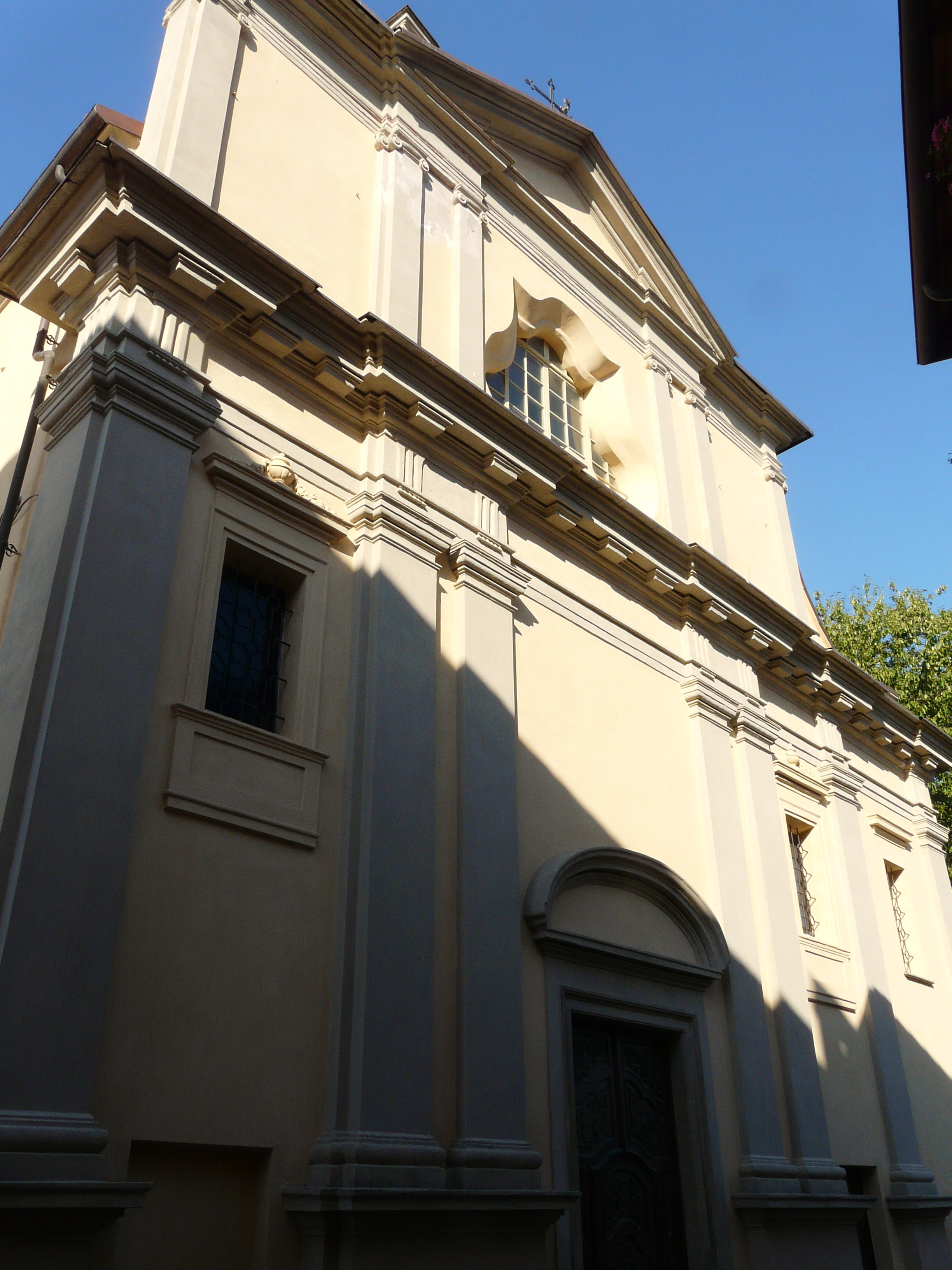
església